# Хоронгевка (Куявско-Поморское воеводство)
Хоронгевка (пол. Chorągiewka) — деревня в Польше, административно относящаяся к гмине Велька-Нешавка Торуньского повета Куявско-Поморского воеводства.

## География и административное деление
- Расположена вдоль национальной дороги № 15
- Входит в состав солтыства Церпице
- В 1975—1998 годах административно принадлежала к Торуньскому воеводству

## История
- 22 ноября 2004 года: В результате ДТП на дороге № 15 погиб Роман Казимерский — общественный деятель и бывший бургомистр Берутува[3]